# Viktoryja Paŭlovitj
Viktoryja Paŭlovitj (vitryska: Вікторыя Паўловіч), född 8 maj 1978 i Minsk, Vitryska SSR, Sovjetunionen
, är en vitrysk bordtennisspelare. 
Hon har vunnit europamästerskapen i singel och dubbel och även flera PRO tour-tävlingar i singel, dubbel och en i lag.

## Meriter
- Bordtennis VM
  - 2005 i Shanghai
    - kvartsfinal singel

  - 2006 i Bremen
    - 3:e plats med det vitryska laget

  - 2011 i Paris
    - kvartsfinal mixed dubbel

- Bordtennis EM
  - 2002 i Zagreb
    - kvartsfinal singel
    - 2:a plats dubbel med (med Tatsiana Kostromina)
    - 3:e plats mixed dubbel (med Alexey Smirnov)

  - 2003 i Courmayeur
    - kvartsfinal dubbel
    - 2:a plats mixed dubbel (med Chen Weixing)

  - 2005 i Århus
    - kvartsfinal singel
    - kvartsfinal dubbel
    - 2:a plats mixed dubbel (med Chen Weixing)

  - 2007 i Belgrad
    - 3:e plats singel
    - 1:a plats dubbel (med Svetlana Ganina)

  - 2009 i Stuttgart
    - 3:e plats singel

  - 2010 i Ostrava
    - 1:a plats singel
    - kvartsfinal dubbel

  - 2011 i Gdańsk-Sopot
    - kvartsfinal dubbel

  - 2012 i Herning
    - 1:a plats singel

- Bordtennis EM i mixed dubbel
  - 2009 i Subotica
    - 2:a plats

  - 2010 i Subotica
    - 3:e plats

  - 2011 i Istanbul
    - kvartsfinal

- Europa Top 12
  - 2002 i Rotterdam 2:a
  - 2003 i Saarebrucken 9:e
  - 2004 i Frankfurt 5:a
  - 2005 i Rennes 9:e
  - 2006 i Köpenhamn 5:e
  - 2007 i Arezzo 9:e
  - 2008 i Frankfurt 3:e
  - 2009 i Düsseldorf 9:e
  - 2010 i Düsseldorf 9:e
  - 2011 i Liège 2:a
  - 2012 i Villeurbanne 3:e